# Salomé (film, 1918)
Pour les articles homonymes, voir Salomé.
Pour plus de détails, voir Fiche technique et Distribution.

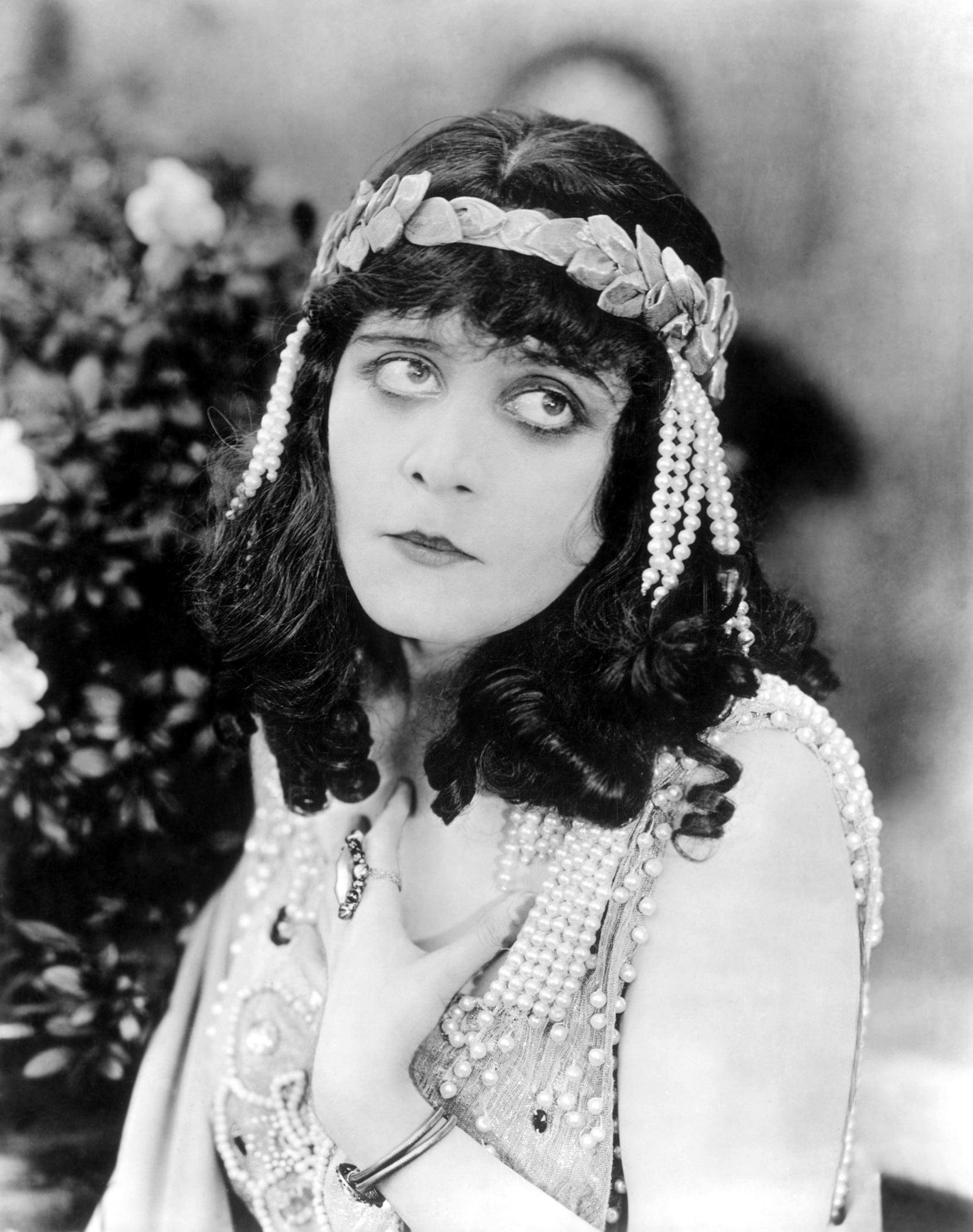
Theda Bara

Salomé est un film américain muet réalisé par J. Gordon Edwards, sorti en 1918. Il est aujourd'hui considéré comme perdu.

## Synopsis
Salomé est folle amoureuse de Jean-Baptiste, qui injuria Hérodiade - nièce et femme d'Hérode, mère de Salomé - et qui la repousse, ne l'aimant pas. Elle se servira de ses charmes pour envoûter le vieux Hérode et être aimée à tout prix, même si cela doit passer par la mort du prophète.

## Fiche technique
- Titre : Salomé
- Titre original : Salomé
- Réalisation : J. Gordon Edwards
- Scénario : Adrian Johnson d'après Flavius Josèphe et Oscar Wilde
- Production : William Fox
- Société de production : Fox Film Corporation
- Image : John W. Boyle, Harry W. Gerstad et George Schneiderman
- Direction artistique : George James Hopkins
- Costumes : George James Hopkins
- Pays de production : américain
- Genre : Historique
- Durée : 80 minutes
- Format : noir et blanc - film muet - 1,33:1
- Date de sortie : États-Unis : 6 octobre 1918

## Production

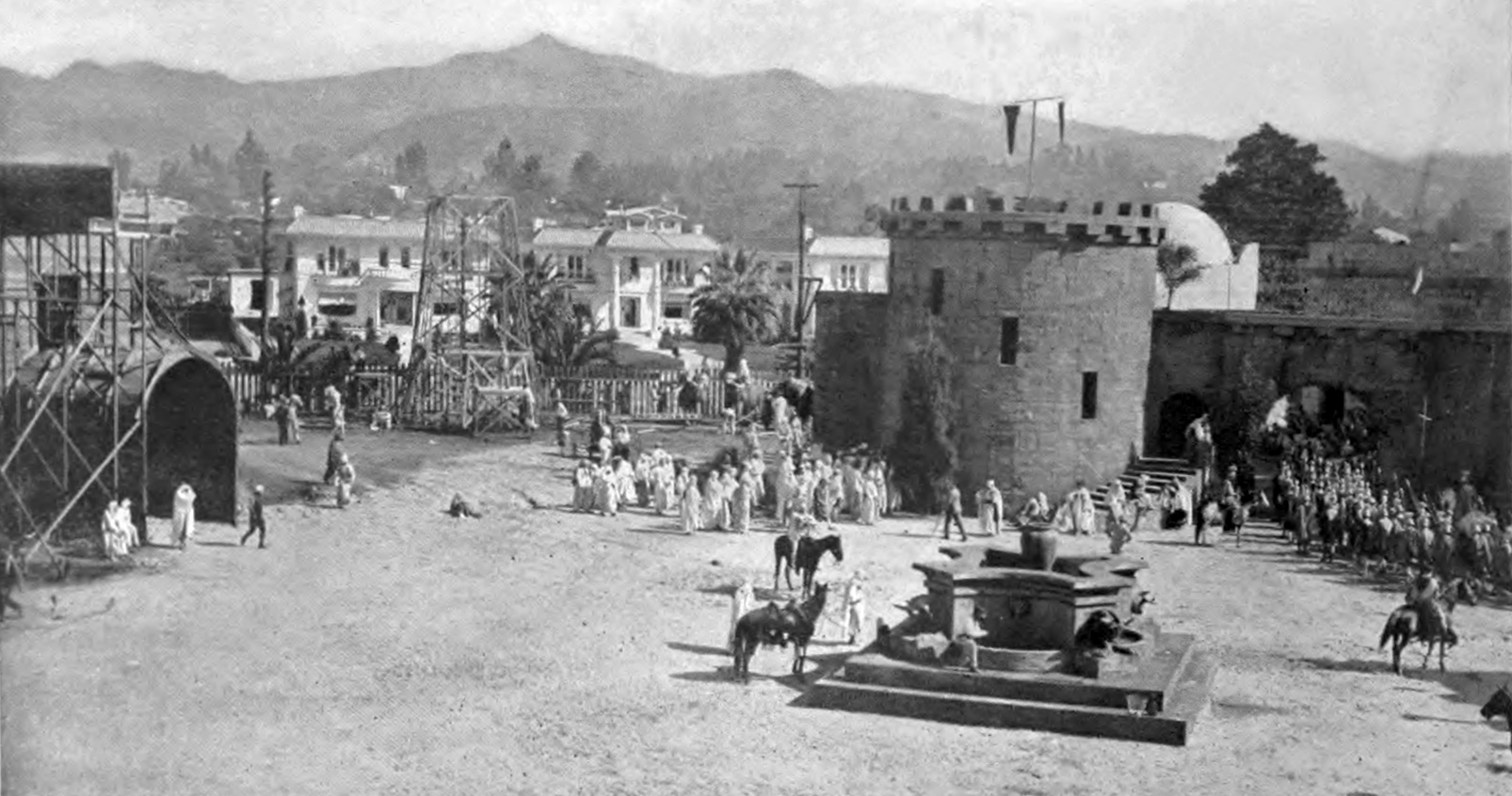
Photographie des décors et d'une partie des studios Fox lors du tournage du film Salomé.

## Distribution
- Theda Bara : Salomé
- G. Raymond Nye : Roi Hérode
- Alan Roscoe : Jean le Baptiste
- Herbert Heyes : Sejanus
- Bertram Grassby : Prince David
- Genevieve Blinn : Reine Marianne
- Vera Doria : Naomi
- Al Fremont : Galla
- Rex Ingram : (non crédité)